# Banū Walīʿa
Die Banū Walīʿa (arabisch بنو وليعة) waren eine Familie im Hadramaut, die im frühen siebten Jahrhundert eine führende Position im arabischen Stamm der Kinda innehatte. Sie wurde von vier Brüdern angeführt, die im Hadramaut verschiedene Talgründe besaßen und als „die vier Könige“ (al-mulūk al-arbaʿa) bezeichnet wurden. Ihre Namen werden mit Dschamd, Michwas, Mischrah und Abdaʿa angegeben. Die Erhebung der Banū Walīʿa gegen den von Mohammed gegründeten Staat in Medina bildete die Initialzündung für die Ridda-Bewegung bei den Kinda. Nach ihrem Untergang übernahm al-Aschʿath ibn Qais die Führung der meisten Gruppen des Stammes.

## Stellung innerhalb der Kinda
Die Banū Walīʿa waren die Nachkommen von Walīʿa ibn Schurahbīl ibn Muʿāwiya ibn Hudschr al-Qarid ibn al-Hārith al-Wallāda. Sie bildeten eine Untergruppe der Banū Muʿāwiya, die neben den Banū Aschras einen der beiden Zweige der Kinda darstellte. Die Banū Muʿāwiya ibn Kinda waren derjenige Zweig des Stammes, dem die gekrönten Könige (al-mulūk al-mutauwaǧūn) der Kinda entstammten. Sie gliederten sich im frühen siebten Jahrhundert wiederum in zwei bedeutende Untergruppen, die Banū l-Hārith ibn Muʿāwiya und die Banū ʿAmr ibn Muʿāwiya. Erstere wurden durch den Clan der Banū Dschabala angeführt, letztere durch die Banū Walīʿa.
Die Banū Walīʿa besaßen im Hadramaut Palmenplantagen und Ländereien (maḥāǧir). Die vier Könige hatten noch eine Schwester mit dem Namen ʿAmarrada, die ebenfalls sehr mächtig gewesen sein soll, sowie einen Bruder namens as-Salt.

## Delegationsreise zu Mohammed und ِder Konflikt mit seinem Statthalter
Im Jahre 10 der Hidschra (= 631 n. Chr.) reisten die vier Könige der Banū Walīʿa mit einer Delegation der Kinda zu Mohammed in Medina und nahmen den Islam an. Zur gleichen Zeit weilte wahrscheinlich auch al-Aschʿath ibn Qais in Medina. Mohammed sprach den Banū Walīʿa bei diesem Anlass einen Anteil (ṭuʿma) an den Sadaqa-Einnahmen des Stammes der Hadramaut zu. Außerdem stellte er ihnen mit Ziyād ibn Labīd al-Baiyādī, der zu den Ansār gehörte, einen eigenen Statthalter an die Seite, der sie in den Hadramaut zurückbegleitete.
Noch vor dem Tode des Propheten im Jahre 632 kam es jedoch zwischen den Banū Walīʿa und Ziyād ibn Labīd, dem von Mohammed eingesetzten Statthalter, zu einem schweren Konflikt. Grund dafür war der Anteil, den Mohammed den Banū Walīʿa von den Sadaqa-Einnahmen der Hadramaut zugesprochen hatte. Nach einem Bericht, den at-Tabarī anführt, lag das daran, dass der Modus der Auszahlung des Sadaqa-Anteils der Banū Walīʿa ungeklärt war: Während die Hadramaut meinten, dass die Banū Walīʿa das Geld selbst bei ihnen abzuholen hätten, waren diese der Auffassung, dass die Hadramaut es mit eigenen Leuten ihnen zu überbringen hätten. Die Banū Walīʿa warfen Ziyād in dieser Situation vor, Partei für ihre Gegner zu ergreifen. Nach einer anderen Quelle gab es ein Ereignis, das Ziyād ibn Labīd dazu brachte, den Anteil der Banū Walīʿa in einem Jahr zurückzuhalten und dann gar nicht mehr auszuzahlen.
Nach dem Bericht at-Tabarīs fielen die Banū Walīʿa daraufhin von dem Staat von Medina ab und schlossen sich dem jemenitischen Rebellen al-Aswad al-ʿAnsī an. Als der Der Prophet davon hörte, verfluchte er die vier Könige. Nach der schiitischen Tradition drohte Mohammed den Banū Walīʿa an, einen Mann zu entsenden, der sie mit Krieg überziehen und ihre Kinder in Gefangenschaft führen würde. Dies soll ʿAlī ibn Abī Tālib gewesen sein. Als wenige Zeit später Mohammed starb und die Nachricht davon die Banū Walīʿa erreichte, äußerten sie lauthals ihre Schadenfreude. Mehr als zwanzig Frauen, die in den Quellen als „Huren“ (baġāyā) bezeichnet werden, musizierten und färbten sich zu diesem Anlass ihre Hände mit Henna. Darunter war auch ʿAmarrada, die Schwester der vier Könige.

## Aufsässigkeit unter Abū Bakr und Untergang
Ziyād ibn Labīd, der nach dem Tode Mohammeds von Abū Bakr in seinem Amt bestätigt wurde, forderte die Banū Walīʿa auf, dem Kalifen den Treueid zu leisten und Sadaqa-Zahlungen zu entrichten, was diese jedoch im Gegensatz zu den übrigen Kinda verweigerten. Ziyād unternahm deshalb mit Männern aus anderen Zweigen der Kinda einen nächtlichen Überraschungsangriff auf die Banū ʿAmr ibn Muʿāwiya, bei dem neben vielen anderen die vier Könige der Banū Walīʿa und ihre Schwester ʿAmarrada getötet wurden, letztere weil sie für einen Mann gehalten wurde. Diejenigen Angehörigen der Banū Walīʿa, die dem Gemetzel entkamen, flohen zu al-Aschʿath ibn Qais und baten ihn um Hilfe gegen Ziyād. Er versprach ihnen Hilfe, wenn sie ihn zu ihrem König erheben würden. Daraufhin krönten die Banū Walīʿa ihn zu ihrem König, obwohl er weder ihrer Familie noch dem Clan der Banū ʿAmr angehörte. Al-Aschʿath setzte den Aufstand gegen den Staat von Medina fort. Den Frauen, die ihrer Schadenfreude am Tode des Propheten offen Ausdruck verliehen hatten, wurden später von al-Muhādschir ibn Abī Umaiya die Hände abgeschnitten.

## Nachkommen der Banū Walīʿa in islamischer Zeit
Zurʿa, die Tochter von Mischrah, die als Gefangene nach Medina geführt wurde und als Sklavin in den Haushalt von ʿAbdallāh ibn ʿAbbās kam, gebar ihm die meisten seiner Kinder, darunter auch ʿAlī ibn ʿAbdallāh ibn ʿAbbās. Damit wurde sie zur Stammmutter der abbasidischen Kalifen. Ein weiterer prominenter Nachkomme der Banū-Walīʿa-Könige war Qais ibn Walīʿa, ein Gefährte des abbasidischen Kalifen al-Mansūr. Er war ein Nachfahre von Michwas. Ansonsten gelangten nur Nachfahren des fünften Banū-Walīʿa-Bruders as-Salt in islamischer Zeit zu größerer Bedeutung.

## Belege
1. ↑  Lecker: “Kinda on the eve of Islam”. 1994, S. 336.
2. 1 2  al-Balādhurī: Kitāb Futūḥ al-Buldān. 1866. S. 101. Dt. Übers. O. Rescher S. 101.
3. ↑  Muhammad ibn Saʿd: Kitāb aṭ-Ṭabaqāt al-kabīr. Ed. E. Sachau. 9 Bde. Leiden 1904–1940. Bd. V, S. 7. Digitalisat.
4. 1 2  Muhammad ibn Saʿd: Kitāb aṭ-Ṭabaqāt al-kabīr. Ed. E. Sachau. 9 Bde. Leiden 1904–1940. Bd. I, S. 79 Digitalisat und Bd. V, S. 7. Digitalisat.
5. ↑  al-Balādhurī: Kitāb Futūḥ al-Buldān. 1866. S. 101. – Dt. Übers. O. Rescher S. 100f.
6. ↑  Vgl. al-Hamdānī: Kitāb Ṣifat ǧazīrat al-ʿarab. Ed. D.H. von Müller. Brill, Leiden, 1884. S. 88f. Digitalisat
7. ↑  Lecker: “Kinda on the eve of Islam”. 1994, S. 337.
8. ↑  Lecker: “Kinda on the eve of Islam”. 1994, S. 342.
9. ↑  Lecker: “Kinda on the eve of Islam”. 1994, S. 354.
10. ↑  al-ʿAbdūlī: Qabīlat Kinda fī ṣadr al-islām wa-d-daula al-Umawīya. 2010, S. 70f.
11. ↑  Lecker: “Kinda on the eve of Islam”. 1994, S. 338.
12. 1 2  Abū Hilāl al-ʿAskarī: al-Awāʾil. 1408h, S. 309.
13. 1 2  Ibn Abī l-Ḥadīd: Šarḥ Nahǧ al-Balāġa. 2001, Bd. I, S. 185.
14. ↑  Lecker: “Kinda on the eve of Islam”. 1994, S. 339.
15. 1 2  aṭ-Ṭabarī: Taʾrīḫ ar-rusul wa-l-mulūk. Bd. I, S. 2000f. – Engl. Übersetzung Donner: The History of al-Ṭabarī, Volume X: The Conquest of Arabia, A.D. 632–633/A.H. 11. 1993, S. 176f.
16. ↑  Lecker: “Kinda on the eve of Islam”. 1994, S. 339.
17. ↑  Furāt al-Kūfī: Tafsīr. Muʾassasat at-taʾrīḫ al-ʿArabī, Beirut 2011. Bd. II, S. 427. Digitalisat
18. ↑  A.F.L. Beeston: „The So-called Harlots of Ḥaḍramaut“ in Oriens (1952) 16–22. Hier S. 16f.
19. ↑  Abū Hilāl al-ʿAskarī: al-Awāʾil. 1408h, S. 309.
20. ↑  Al-Balāḏurī: Kitāb Futūḥ al-Buldān. 1866. S. 100f. – Dt. Übers. O. Rescher S. 100f.
21. ↑  aṭ-Ṭabarī : Taʾrīḫ ar-rusul wa-l-mulūk. Bd. I, S. 2005. – Engl. Übersetzung Donner: The History of al-Ṭabarī, Volume X: The Conquest of Arabia, A.D. 632–633/A.H. 11. 1993, S. 181.
22. ↑  Abū Hilāl al-ʿAskarī: al-Awāʾil. 1408h, S. 310.
23. ↑  Lecker: “Kinda on the eve of Islam”. 1994, S. 346.
24. ↑  Lecker: “Judaism among Kinda and the Ridda of Kinda”. 1995, S. 649.
25. ↑  Lecker: “Judaism among Kinda and the Ridda of Kinda”. 1995, S. 645.
26. ↑  Lecker: “Kinda on the eve of Islam”. 1994, S. 354f.